# Ochthebius bellstedti
Ochthebius bellstedti es una especie de escarabajo del género Ochthebius, familia Hydraenidae. Fue descrita científicamente por Jaech en 1992.
Se distribuye por Kazajistán. Mide 1,8 milímetros de longitud y su edeago 0,42 milímetros. Se ha encontrado a altitudes de hasta 500 metros.